# Picea alcoquiana var. reflexa
Picea alcoquiana var. reflexa (Shiras.) Fitschen, 1930, è una varietà naturale di P. alcoquiana appartenente alla famiglia delle Pinaceae, endemica dei Monti Akaishi, nell'isola di Honshū, in Giappone.

## Etimologia
Il nome generico Picea, utilizzato già dai latini, potrebbe, secondo un'interpretazione etimologica, derivare da Pix picis = pece, in riferimento all'abbondante produzione di resina. Il nome specifico alcoquiana fu assegnato da John Gould Veitch in onore di Rutherford Alcock, ambasciatore inglese allora in carica in Giappone, che lo accompagnò nella ascesa del Fuji, durante la quale venne collezionata per la prima volta la specie. L'epiteto reflexa deriva dal latino (da reflécto = piegato), e si riferisce alle brattee dei coni femminili dalle punte ripiegate su se stesse.

## Descrizione
Questa varietà si distingue da P. alcoquiana per i giovani ramoscelli, pubescenti, per gli aghi lunghi 0,8-1,3 cm fortemente ricurvi, e per i coni femminili lunghi 5-7,5 cm le cui brattee sono caratteristicamente ripiegate.

## Distribuzione e habitat
Cresce a quote comprese tra 700 e 2180 m, prediligendo suoli vulcanici o podzolici. Il clima dell'habitat è fresco e umido, caratterizzato da inverni freddi e nevosi, con precipitazioni annue comprese tra 1000 e 2500 mm. Vegeta in foreste miste di conifere alle quote elevate, in associazione con  Picea jezoensis hondoensis, Tsuga diversifolia, Larix kaempferi, Pinus parviflora, Abies veitchii e Abies mariesii; a quote meno elevate anche con caducifoglie come Betula ermanii, Betula grossa, Sorbus commixta, Quercus mongolica var. grosseserrata, Alnus hirsuta var. sibirica e Prunus maximowiczii

## Tassonomia
La classificazione di questa varietà, datata al 1930, viene accettata da Farjon, tuttavia altre recenti interpretazioni (Aizawa & Kaji 2006) la contestano ritenendo il carattere morfologico distintivo (le brattee dei coni ripiegate) estremamente variabile nella popolazione, variabilità che non giustificherebbe il rango di taxon.

## Usi
Il peccio di Alcock non ha grande importanza economica, tuttavia, al pari di altre specie di pecci giapponesi, il suo legno viene utilizzato nell'industria cartaria e per la fabbricazione di strumenti musicali, anche fuori dal Giappone. Introdotto in Europa e America, è comunque confinato a orti e giardini botanici, spesso conosciuto con il sinonimo P. bicolor.

## Conservazione
Con un areale primario stimato di circa 500 km² e un areale secondario stimato di 5000 km², ha un passato di sovra-sfruttamento e attualmente questa varietà è sottoposta anche alla competizione di altre specie introdotte dall'uomo per usi forestali. Per questi motivi viene classificata come Specie in pericolo nella Lista rossa IUCN.